# Liparis kussakini
Liparis kussakini és una espècie de peix pertanyent a la família dels lipàrids.

## Hàbitat
És un peix marí, demersal i de clima polar que viu entre 0-5 m de fondària.

## Distribució geogràfica
Es troba al mar de Bering.

## Observacions
És inofensiu per als humans.